# یاکشیمبتوو (شهرستان کویورگازینسکی، باشقیرستان)
یاکشیمبتوو (انگلیسی: Yakshimbetovo, Kuyurgazinsky District, Republic of Bashkortostan) یک شهرک در شهرستان کویورگازینسکی جمهوری باشقیرستان در کشور روسیه است.